# Varennes-lès-Narcy
Varennes-lès-Narcy is een gemeente in het Franse departement Nièvre (regio Bourgogne-Franche-Comté). De plaats maakt deel uit van het arrondissement Cosne-Cours-sur-Loire. Varennes-lès-Narcy telde op 1 januari 2022 909 inwoners.

## Geografie
De oppervlakte van Varennes-lès-Narcy bedroeg op 1 januari 2022 18,33 vierkante kilometer; de bevolkingsdichtheid was toen 49,6 inwoners per km².

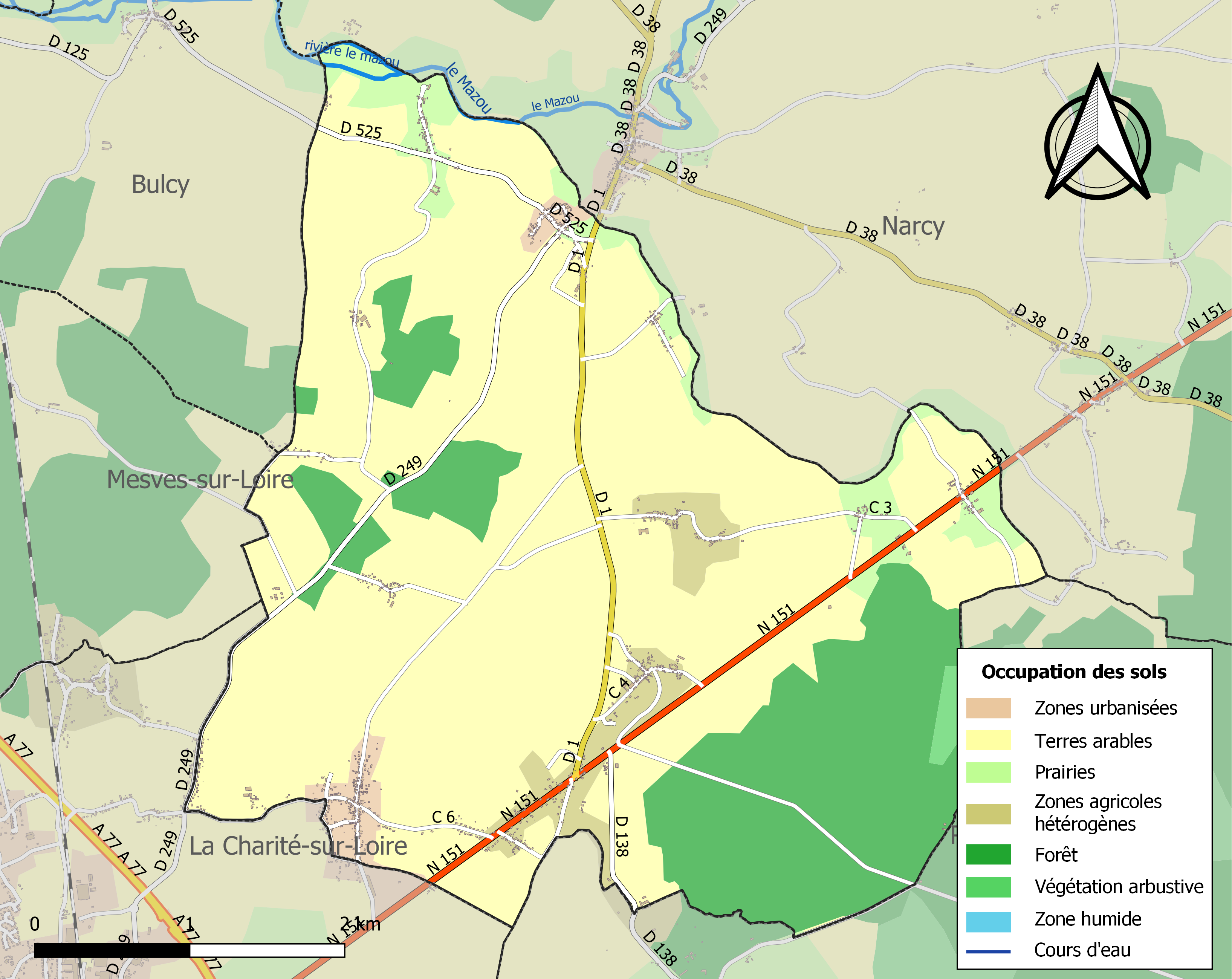
Kaart van de gemeente met de belangrijkste infrastructuur, bodemgebruik en omliggende gemeenten

## Demografie
Onderstaande figuur toont het verloop van het inwonertal (bron: INSEE-tellingen).